# Малая Бадажи
Малая Бадажи — река в России, протекает в Нязепетровском районе Челябинской области. Правый приток реки Большая Бадажи.
Длина реки — 13 км. Протекает в незаселённой лесистой местности в границах Гривенского сельского поселения. Исток на западных отрогах хребта Кальян в 3,5 км к юго-востоку от деревни Юсупово. Направление течения — юго-юго-западное. Впадает в Большую Бадажи по правому берегу в 1,1 км от её устья (на границе с Башкортостаном в 3,5 км к юго-востоку от деревни Гривенка).
В низовьях реку пересекает автодорога Нязепетровск — Златоуст.

## Данные водного реестра
По данным государственного водного реестра России относится к Камскому бассейновому округу, водохозяйственный участок реки — Ай от истока и до устья, речной подбассейн реки — Белая. Речной бассейн реки — Кама.
Код объекта в государственном водном реестре — 10010201012111100021764.